# IC 2210
IC 2210 је двојна звијезда у сазвјежђу Рис која се налази на листи објеката дубоког неба у Индекс каталогу.
Деклинација објекта је + 56° 40' 50" а ректасцензија 7h 56m 56,3s.